# Жаровихинское кладбище
Жаровихинское кладбище — некрополь в Архангельске, до недавнего времени — крупнейший из городских некрополей.

## История
Название связано с городским районом Жаровиха, застроенном на месте одноимённой деревни. Возникло из деревенского кладбища.
После закрытия для захоронений Ильинского и Кузнечевского (Вологодского) кладбищ (1977), Жаровихинский некрополь стал главным городским кладбищем. После закрытия Соломбальского кладбища (1980-е годы) здесь стали хоронить именитых горожан.
При кладбище действует церковь Иконы Божией Матери «Взыскание погибших»

## Известные захоронения
В. А. Беднов (1937—1992) — поэт, историк, журналист
В. П. Балабин (1937—2006) — советский спортсмен (шашки), тренер, арбитр, организатор, спортивный деятель. Судья всесоюзной категории (1982). Тренер сборной СССР на чемпионате мира в Бразилии (1982). Заслуженный тренер РСФСР (1981).
А. А. Гасконский (1905—1989) — краевед, ботаник, заслуженный работник культуры РСФСР
А. И. Горбачёв (1935—1993) — капитан тралового флота, лауреат Государственной премии СССР, 
З. П. Калашников (1913—1991) — художник, автор оригинальных макетов старого Архангельска и Соломбалы, Заслуженный работник культуры РСФСР (1989), Почётный гражданин Архангельска (1991, посмертно).
Н. А. Касаткина (1946—1986) — бригадир штукатуров-маляров Архангельского домостроительного комбината, полный кавалер ордена Трудовой Славы.
М. М. Кузнецов (1916—1999) — экскаваторщик треста «Строймеханизация», Почётный гражданин Архангельска, 
О. М. Лопухин (1924—1993) — капитан дальнего плавания, начальник Архангельского мореходного училища им. В. И. Воронина (1971—1985)
П. Н. Львов (1916—1988) — учёный-лесовод, эколог, профессор, заслуженный деятель науки РСФСР
Г. А. Могутов (1913—1986) — тралмейстер Архангельского тралового флота, 
Г. Ф. Молостовская (1921—1976) — обрезчица экспериментально-производственного завода «Красный Октябрь», 
В. К. Мультино (Мультенко; 1899—1978) — российский советский теннисист, теннисный и хоккейный тренер, мастер спорта СССР (1936), неоднократный чемпион СССР по теннису в мужском и смешанном парном разряде, абсолютный чемпион РСФСР 1948 года, многократный чемпион Ленинграда, член Зала российской теннисной славы. Один из организаторов, многолетний начальник и тренер клуба «Водник» (Архангельск).
Е. И. Овсянкин (1927—2010) — историк-краевед, исследователь истории Европейского Севера, почётный гражданин Архангельска
М. В. Олехов (1911—1985) — рамщик Архангельского лесозавода им. В. И. Ленина, 
С. Н. Плотников (1909—1990) — российский советский актёр, режиссёр театра и кино. Народный артист СССР (1979)
И. А. Поливаный (1967—2013) — руководитель Архангельской областной службы спасения.
Ю. А. Россихин (1940—1993) — заслуженный геолог РСФСР.
А. В. Сидоровский (1927—1989) — бригадир судосборщиков завода «Красная Кузница», Почётный гражданин Архангельска, 
Г. Г. Фруменков (1919—1989) — доктор исторических наук, профессор, ректор Архангельского государственного педагогического института (1962—1980)  Памятник культуры

## В литературе
«Добряк — любимый ученик» Елена Соломбальская